# آپرتیوم
آپارتیوم (به انگلیسی: Apertium) یک بستر ترجمه مبتی بر ماشین است که آزاد است و تحت اجازه‌نامه عمومی همگانی گنو منتشر شده‌است.

## تاریخچه
Apertium یکی از موتورهای ترجمه ماشینی در پروژه OpenTrad است، که بودجه آن توسط دولت اسپانیا تأمین می‌شد. در اصل برای ترجمه بین زبانهای نزدیک طراحی شده‌است، هر چند که اخیراً برای ترجمه جفت زبان‌های متفاوت تر گسترش یافته‌است. برای ایجاد یک ماشین ترجمه جدید، فقط به داده‌های (لغت نامه، قوانین) زبانی برای توسعه در فرمت XML نیاز دارد.
در حال حاضر داده‌های زبان‌های (در همکاری با Universidade د ویگو، دانشگاه Politècnica، د Catalunya و دانشگاه Pompeu Fabra،) (در نسخه پایدار) اسپرانتو Aragonese Asturian، باسک، برتون، بلغاری، کاتالان، دانمارکی، انگلیسی، فرانسوی، گالیسیایی، ایسلندی، ایتالیایی، مقدونی، نروژی (بوکمال و Nynorsk)، اکسیتان، پرتغالی، رومانیایی، اسپانیولی، زبان‌های سوئدی و ویلز برای آن توسعه یافته‌است. فهرست کامل نیز در زیر آمده‌است. شرکت‌های متعددی نیز درگیر توسعه Apertium شده‌اند، از جمله زبان مهندسی Prompsit نرم افزا Imaxin و Eleka Ingeniaritza Linguistikoa.

## زبان‌ها
|                | an      | ast     | eu      | br      | bg      | ca      | da      | en      | eo      | fr      | gl      | is      | it      | mk      | nb      | nn      | oc      | pt      | ro      | es      | sv      | cy      |
| -------------- | ------- | ------- | ------- | ------- | ------- | ------- | ------- | ------- | ------- | ------- | ------- | ------- | ------- | ------- | ------- | ------- | ------- | ------- | ------- | ------- | ------- | ------- |
| Aragonese      | —       | نه      | نه      | نه      | نه      | نه      | نه      | نه      | نه      | نه      | نه      | نه      | نه      | نه      | نه      | نه      | نه      | نه      | نه      | آری (⇄) | نه      | نه      |
| Asturian       | نه      | —       | نه      | نه      | نه      | نه      | نه      | نه      | نه      | نه      | نه      | نه      | نه      | نه      | نه      | نه      | نه      | نه      | نه      | آری (⇄) | نه      | نه      |
| باسکی          | نه      | نه      | —       | نه      | نه      | نه      | نه      | نه      | نه      | نه      | نه      | نه      | نه      | نه      | نه      | نه      | نه      | نه      | نه      | آری (→) | نه      | نه      |
| Bretonă        | نه      | نه      | نه      | —       | نه      | نه      | نه      | نه      | نه      | آری (→) | نه      | نه      | نه      | نه      | نه      | نه      | نه      | نه      | نه      | نه      | نه      | نه      |
| بلغاری         | نه      | نه      | نه      | نه      | —       | نه      | نه      | نه      | نه      | نه      | نه      | نه      | نه      | آری (⇄) | نه      | نه      | نه      | نه      | نه      | نه      | نه      | نه      |
| کاتالانی       | نه      | نه      | نه      | نه      | نه      | —       | نه      | آری (⇄) | آری (→) | آری (⇄) | نه      | نه      | آری (←) | نه      | نه      | نه      | آری (⇄) | آری (⇄) | نه      | آری (⇄) | نه      | نه      |
| دانمارکی       | نه      | نه      | نه      | نه      | نه      | نه      | —       | نه      | نه      | نه      | نه      | نه      | نه      | نه      | نه      | نه      | نه      | نه      | نه      | نه      | آری (←) | نه      |
| انگلیسی        | نه      | نه      | نه      | نه      | نه      | آری (⇄) | نه      | —       | آری (⇄) | نه      | آری (⇄) | آری (←) | نه      | آری (←) | نه      | نه      | نه      | نه      | نه      | آری (⇄) | نه      | آری (←) |
| اسپرانتو       | نه      | نه      | نه      | نه      | نه      | آری (←) | نه      | آری (⇄) | —       | آری (←) | نه      | نه      | نه      | نه      | نه      | نه      | نه      | نه      | نه      | آری (←) | نه      | نه      |
| فرانسه         | نه      | نه      | نه      | آری (←) | نه      | آری (⇄) | نه      | نه      | آری (→) | —       | نه      | نه      | نه      | نه      | نه      | نه      | نه      | نه      | نه      | آری (⇄) | نه      | نه      |
| گالیسیایی      | نه      | نه      | نه      | نه      | نه      | نه      | نه      | آری (⇄) | نه      | نه      | —       | نه      | نه      | نه      | نه      | نه      | نه      | آری (⇄) | نه      | آری (⇄) | نه      | نه      |
| ایسلندی        | نه      | نه      | نه      | نه      | نه      | نه      | نه      | آری (→) | نه      | نه      | نه      | —       | نه      | نه      | نه      | نه      | نه      | نه      | نه      | نه      | نه      | نه      |
| ایتالیایی      | نه      | نه      | نه      | نه      | نه      | آری (→) | نه      | نه      | نه      | نه      | نه      | نه      | —       | نه      | نه      | نه      | نه      | نه      | نه      | نه      | نه      | نه      |
| مقدونیه ای     | نه      | نه      | نه      | نه      | آری (⇄) | نه      | نه      | آری (→) | نه      | نه      | نه      | نه      | نه      | —       | نه      | نه      | نه      | نه      | نه      | نه      | نه      | نه      |
| نروژی(Bokmål)  | نه      | نه      | نه      | نه      | نه      | نه      | نه      | نه      | نه      | نه      | نه      | نه      | نه      | نه      | —       | آری (⇄) | نه      | نه      | نه      | نه      | نه      | نه      |
| نروژی(Nynorsk) | نه      | نه      | نه      | نه      | نه      | نه      | نه      | نه      | نه      | نه      | نه      | نه      | نه      | نه      | آری (⇄) | —       | نه      | نه      | نه      | نه      | نه      | نه      |
| اکسیتان        | نه      | نه      | نه      | نه      | نه      | آری (⇄) | نه      | نه      | نه      | نه      | نه      | نه      | نه      | نه      | نه      | نه      | —       | نه      | نه      | آری (⇄) | نه      | نه      |
| پرتقالی        | نه      | نه      | نه      | نه      | نه      | آری (⇄) | نه      | نه      | نه      | نه      | آری (⇄) | نه      | نه      | نه      | نه      | نه      | نه      | —       | نه      | آری (⇄) | نه      | نه      |
| رومانیایی      | نه      | نه      | نه      | نه      | نه      | نه      | نه      | نه      | نه      | نه      | نه      | نه      | نه      | نه      | نه      | نه      | نه      | نه      | —       | آری (←) | نه      | نه      |
| اسپانیایی      | آری (⇄) | آری (⇄) | آری (←) | نه      | نه      | آری (⇄) | نه      | آری (⇄) | آری (→) | آری (⇄) | نه      | نه      | نه      | نه      | نه      | نه      | آری (⇄) | آری (⇄) | آری (←) | —       | نه      | نه      |
| سوئدی          | نه      | نه      | نه      | نه      | نه      | نه      | آری (→) | نه      | نه      | نه      | نه      | نه      | نه      | نه      | نه      | نه      | نه      | نه      | نه      | نه      | —       | نه      |
| Welsh          | نه      | نه      | نه      | نه      | نه      | نه      | نه      | آری (→) | نه      | نه      | نه      | نه      | نه      | نه      | نه      | نه      | نه      | نه      | نه      | نه      | نه      | —       |